# Yvonne Marsh
Yvonne Marsh (London, 1932. november 11. – 2017. február 2.) angol színésznő. Legismertebb szerepe Madge Cartwright megformálása volt a Csengetett, Mylord? brit televíziós vígjátéksorozatban.

## Családja
Szülei Henry Charles John Marsh és Emmeline Susannah Nightingale Poppy voltak. Húga Jean Marsh (1934–) színésznő, forgatókönyvíró. 1955-ben között házasságot John Oldknow (1927–1989) filmproducerrel.

## Élete
1947-ben 15 évesen szerepelt a The Kingdom of God című tévéfilmben. 1950-ben statisztaszerepet kapott a Come Dance with Me című filmben, majd 1963-ban a Dick Whittington című családi vígjátékban játszott. Epizód- és mellékszerepet játszott a Foreign Affairs című tévésorozatban, majd 1967-ben a Casino Royale című vígjátékban. 1975-ben a Hogg's Back, aztán 1984-ben a Meghökkentő mesék című televíziós sorozatban szerepelt egy-egy epizódban. 1988 és 1993 között 17 epizódon keresztül játszotta Madge Cartwright karakterét a Csengetett, Mylord? című brit vígjáték sorozatban.
Utoljára a norwichi Theatre Royal színpadán lépett fel.

## Filmjei
- The Kingdom of God (1947, tv-film)
- The Little Ballerina (1947)
- Come Dance with Me (1950)
- The Story of Gilbert and Sullivan (1953)
- Street Corner (1953)
- Dick Whittington (1963, tv-film)
- Casino Royale (1967)
- Hogg's Back (1975, tv-sorozat, egy epizódban)
- Meghökkentő mesék (Tales of the Unexpected) a Policewoman epizódban (1984)
- Csengetett, Mylord? (You Rang, M'Lord?) (1988–1993, tv-sorozat, 17 epizódban)